# Kamfilter

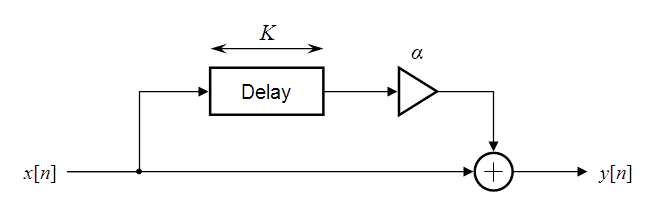
Principen för frammatat kamfilter

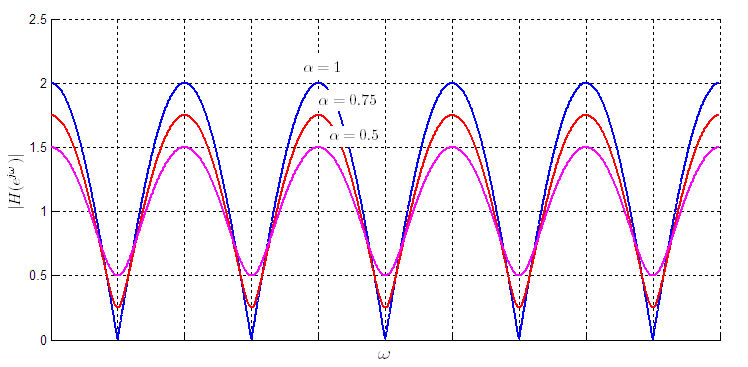
Frekvensrespons för positiva värden av α

Kamfilter används inom signalbehandling och fungerar genom att man adderar en fördröjd signal till sig själv, vilket orsakar konstruktiv och destruktiv interferens. Frekvensresponsen består av en serie av konstant återkommande toppar, som ger ett utseende av en kam.
Kamfilter används i två former, frammatning och återkoppling; namnet refererar till riktningen i vilket signalen är fördröjd innan den läggs till ingående signal.
Kamfilter kan utföras  tidsdiskret eller tidskontinuerligt.